# Sebastiano Serlio
Sebastiano Serlio (Bologna, 6 settembre 1475 circa – Fontainebleau, 1554 circa) è stato un architetto e teorico dell'architettura italiano.

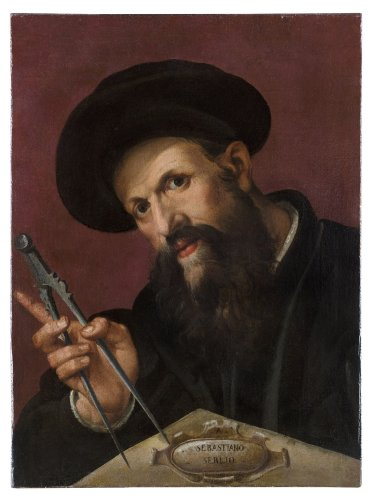
Ritratto di Sebastiano Serlio eseguito da Bartolomeo Passarotti, Wurzburgo, Martin von Wagner Museum.

Deve la sua fama al trattato I Sette libri dell'architettura, che ebbe una larghissima diffusione, contribuendo a diffondere il linguaggio classicista e le nuove tendenze manieriste in tutta Europa.
Sul piano teorico abbracciò la convinzione, propria della cultura architettonica a Roma di inizio XVI secolo, che lo studio di Vitruvio andasse confrontato con l'esame degli edifici antichi ancora esistenti, ma che poi occorresse anche sperimentare senza lasciarsi condizionare da regole stringenti. Questo fece di lui il maggior mediatore culturale in tutta Europa dell'esperienza artistica di Donato Bramante, Raffaello Sanzio e Baldassarre Peruzzi.

## Biografia
Ancora lacunose sono le notizie sulla vita di Serlio, tanto che anche la data di nascita, seppure tradizionalmente attestata, non può ritenersi certa ed è probabilmente da posticipare. In particolare, risultano scarse le informazioni sul periodo di formazione e sulla prima attività a Bologna come pittore prospettico. Dopo aver lavorato a Pesaro, tornò alla città natale, dove conobbe Baldassarre Peruzzi, impegnato in alcuni progetti in Emilia. L'incontro si rivelò decisivo per Sebastiano, che più tardi descrisse l'architetto senese come vero e proprio «precettor». Si trasferì a Roma intorno al 1522 e risulta difficile ricostruire la sua attività durante il periodo romano, ma quasi certamente rimase a far parte della cerchia di Peruzzi, del quale fu poi in possesso di copie di piante e disegni architettonici, ampiamente impiegati nella stesura del trattato. Peruzzi fu sempre considerato da Serlio il suo maestro come riconobbe esplicitamente nei suoi scritti.
Probabilmente non era più a Roma al momento del sacco del 1527, e già negli anni romani era già tornato alcune volte a Bologna dove, seppure in modo frammentario, è documentata a metà del decennio ancora un'attività pittorica, poi abbandonata nel seguito della sua vita. Nel 1528 si rifugiò, come anche altri artisti, a Venezia dove giunse stanco e malato tanto che credette opportuno dettare un testamento.
In Veneto, dove rimase fino al 1541, frequentò intellettuali, letterati e artisti come Tiziano, Michele Sanmicheli, Aretino, Guillaume Philandrier e Francisco de Hollanda e anche ambienti d'ispirazione evangelica e antipapale. Pur non riuscendo ad imporsi professionalmente nel difficile ambiente veneziano, contribuì a diffondere il linguaggio architettonico classicista della scuola romana a Venezia, pubblicandovi nel 1528 nove tavole dedicate agli ordini architettonici, incise da Agostino Veneziano, che ebbero grande diffusione e, nel 1537 e nel 1540, i primi due volumi del suo trattato (Libro IV e Libro III, presso i torchi di Francesco Marcolini da Forlì.
Le occasioni professionali furono poche e risulta che sia stato impegnato nel progetto di Palazzo Zen, che gli viene generalmente attribuito, e consultato in diverse occasioni (come per il progetto di San Francesco della Vigna).
Nel 1539 Serlio si recò a Vicenza per allestirvi un teatro temporaneo e come consulente per la Basilica e molto probabilmente conobbe il giovane Palladio. Nello stesso periodo fu a Mantova, Padova, Ferrara, inutilmente in cerca di una posizione professionale sicura al servizio di un principe.
Partì con tutta la famiglia nel 1541, per la Francia dove era stato chiamato da Francesco I, grazie alla fama delle sue pubblicazioni  ma anche a influenti intercessioni, come "pittore ed architetto del Re" alla corte di Fontainebleau. In realtà Serlio non ebbe modo di realizzare opere significative per la committenza reale, trovando opposizione nei maestri costruttori francesi che non riuscì a soppiantare nei vari cantieri, trovandosi, con sua grande delusione, a essere sempre più escluso dalla vita artistica di corte, anche se un ruolo progettuale gli viene riconosciuto proprio nel cantiere in divenire della reggia di Fontainebleau. Senza un ruolo concretamente operativo a corte, si dedicò al suo trattato e progettò comunque opere per altri nobili committenti come il cardinale di Tournon e il cardinale Ippolito II d'Este.
Dopo la morte del re, fu ulteriormente emarginato dal successore Enrico II che mise fine alla politica culturale incentrata su artisti italiani. Visse per un periodo a Lione (1549-1553). Nel 1553 ritornò a Fontainebleau dove morì l'anno dopo.

## I Sette libri dell'architettura

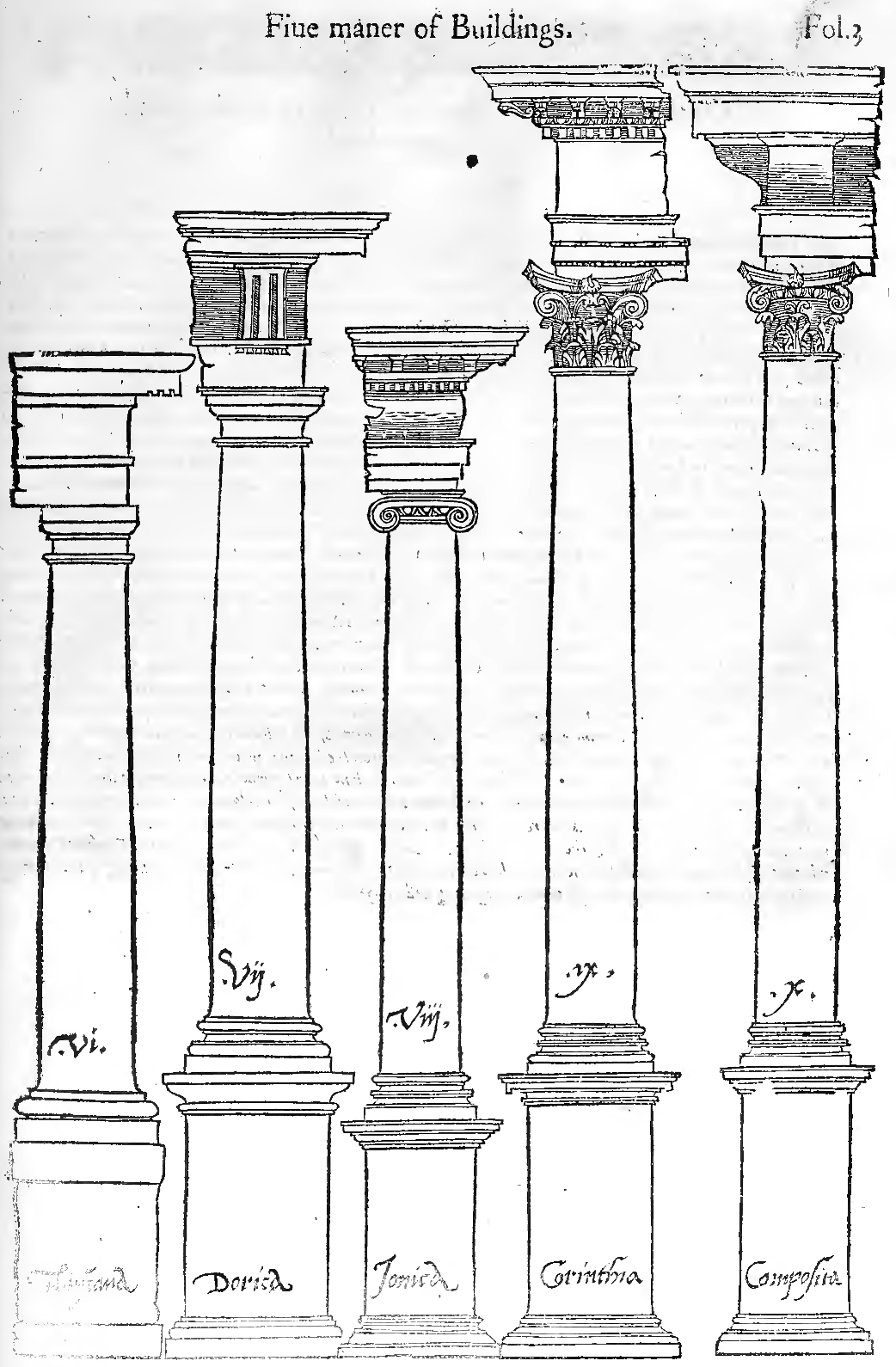
tavola del Libro IV con i cinque ordini

L'importanza culturale di Serlio è legata al suo trattato conosciuto come I Sette libri dell'architettura di Sebastiano Serlio bolognese, i cui singoli libri furono pubblicati a partire dal 1537, in ordine irregolare.
Fu il primo trattato di architettura il cui scopo fosse più pratico che teorico, e il primo a codificare i cinque ordini. Si distingue per il tono pragmatico, per l'intento  divulgativo e didattico (adatto anche a fruitori "mediocri") e per la grande importanza data alle immagini xilografiche che prevalevano sul testo, risultando un passaggio importante e anticipatore non solo nella storia della trattatistica di architettura, ma anche nella storia della stampa, in generale. Diffuse il linguaggio di Bramante, Peruzzi e Raffaello in tutta Europa, rivestendo un ruolo culturale di fondamentale importanza, nonostante le critiche di plagio che ricevette. Tentò di unificare gli schemi della tradizione classica con gli elementi della moderna architettura e in particolare di quella del primo Cinquecento a Roma, offrendo un vasto repertorio di motivi, tra cui la cosiddetta serliana  cioè l'apertura, formata da un arco centrale e da due aperture architravate laterali, che prende il nome da Serlio solo perché nota e diffusa attraverso le illustrazioni del suo trattato.

### Libro IV

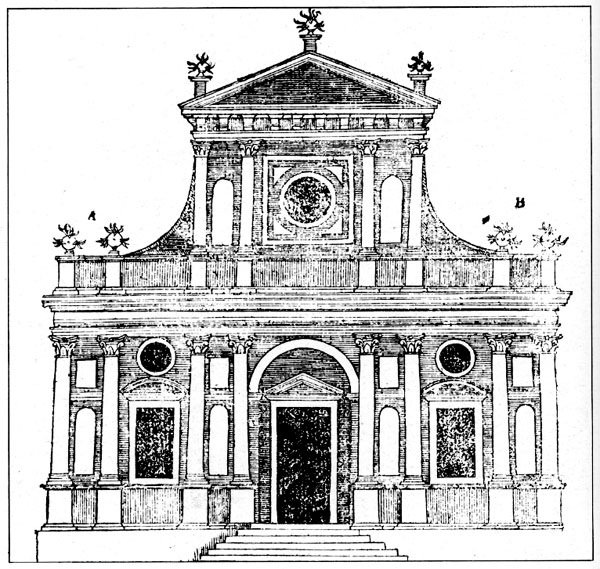
Facciata di chiesa, xilografia del Libro IV pubblicato a Venezia nel 1537

Il primo ad essere pubblicato fu il Libro IV ( Regole generali di architetura sopra le cinque maniere de gli edifici, cioe, thoscano, dorico, ionico, corinthio, et composito…, 1537), dedicato agli ordini architettonici e alla loro teoria,  nella cui elaborazione tenne presente Vitruvio, ma anche l'opera dei contemporanei e in particolare le opere e i disegni di Peruzzi e Bramante, acquisiti durante il lungo periodo romano. Ai tre ordini greci descritti da Vitruvio, affianca l'ordine tuscanico e, per la prima volta, quello composito, dando inizio alla tradizione dei 5 ordini di architettura.
Il libro è illustrato anche con propri progetti, di carattere più o meno teorico, tra cui alcuni palazzi nelle cui facciate Serlio combina il linguaggio classicista della scuola romana con la tradizione veneziana, dando vita ad un modello che influenzerà lo sviluppo architettonico della tipologia del palazzo veneziano. Importanti sono le notizie riportate circa la tecnica della decorazione pittorica delle facciate. Per comprendere l'importanza del trattato di Serlio occorre ricordare come il Libro IV sia stato tradotto in fiammingo solo due anni dopo la prima edizione, in tedesco nel 1542, in francese nel 1545, in spagnolo nel 1550. Fin da questo primo volume Serlio presenta il piano generale dell'opera che intende sviluppare.

### Libro III
Il seguente Libro III (Terzo libro, nel quale si figurano e si descrivono le antiquità di Roma) fu pubblicato nel 1540. Era dedicato a Francesco I per ingraziarsi il sovrano e ottenere l'invito a recarsi in Francia presso la corte a Fontainebleau. Accanto alle illustrazioni dei monumenti antichi troviamo costruzioni moderne tra cui le piante del Bramante, di Raffaello e del Peruzzi per San Pietro. Particolarmente importanti da un punto di vista documentario, sono i disegni che illustrano alcuni progetti di Bramante nella stesura originaria, come quello del Tempietto di San Pietro in Montorio.

### Libri I e II

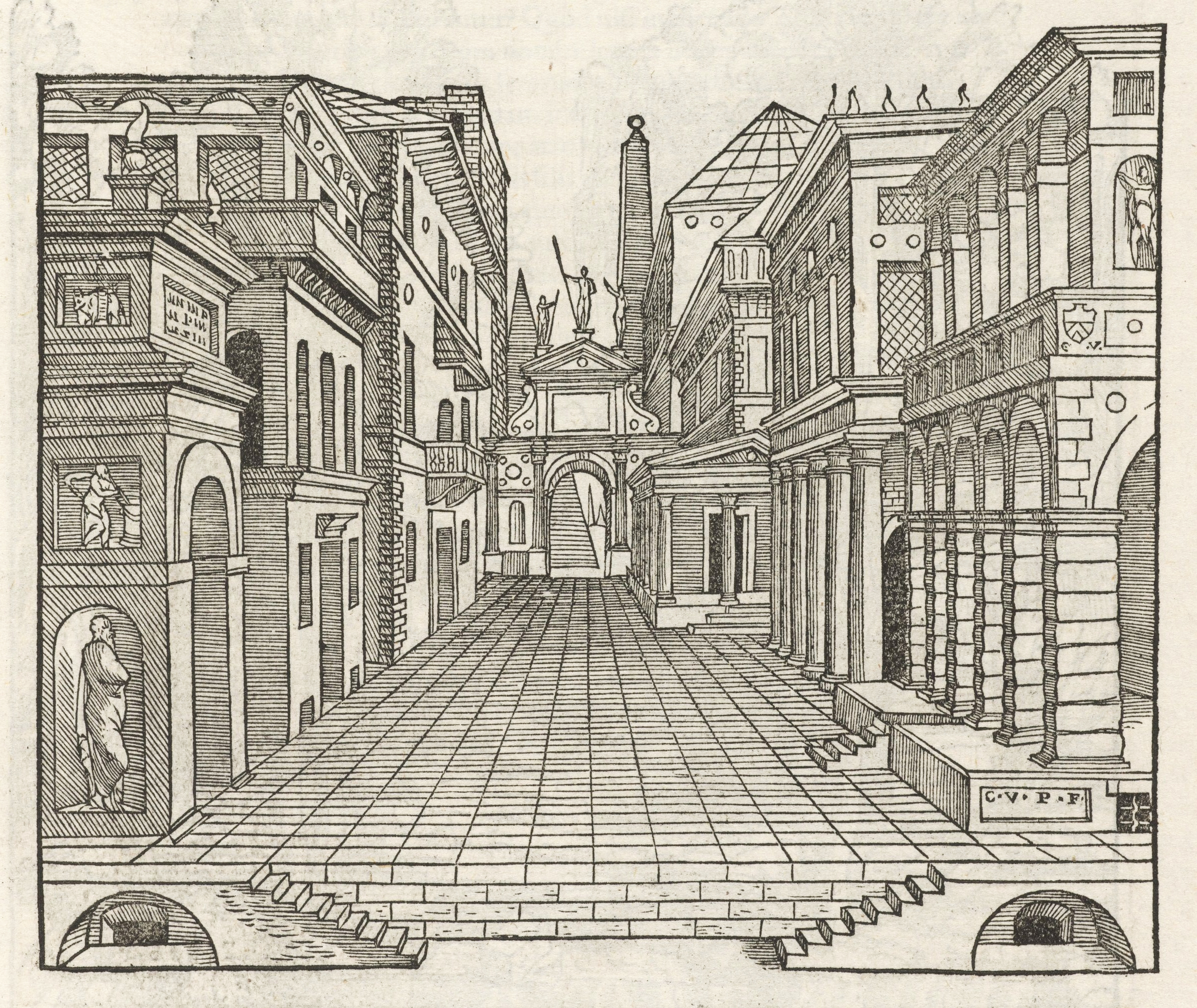
"La Scena Tragica", dal Libro II

I Libri I e II (Il primo ed il secondo libro d'Architettura), dedicati uno alla geometria ed ai fondamenti matematici dell'architettura e l'altro e alla prospettiva e scenografia, furono completati durante il soggiorno a Fontainebleau e pubblicati a Parigi nel 1545 in edizione bilingue, come anche il seguente Libro V, con la traduzione dell'architetto Jean Martin che sarà negli anni seguenti il primo traduttore francese di Vitruvio.

### Libro V
Sempre in Francia, nel 1547, fu pubblicato il Libro V, anch'esso in edizione bilingue, che tratta di diverse forme di templi sacri nelle varie tipologie a pianta centrale e longitudinale, presentando 12 soluzioni illustrate che seguono un filo logico partendo dal tempio circolare per poi proseguire con le forme ellittiche, pentagonali, esagonali, ottagonali, con le combinazioni geometriche e con le piante a croce e longitudinali.

### Extraordinario Libro

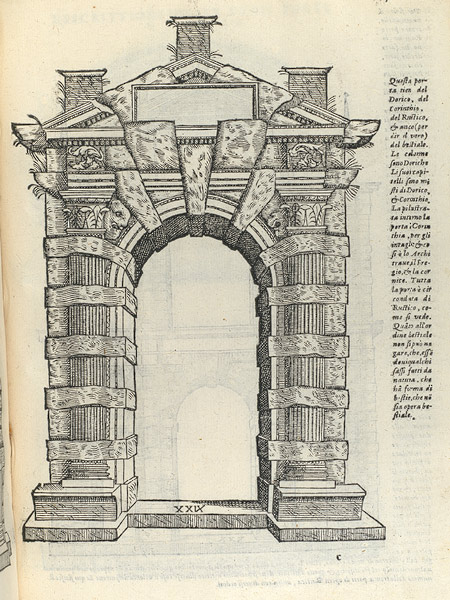

Nel 1551 uscì a Lione, il Libro Extraordinario, appendice non prevista nel piano editoriale che Serlio si era proposto tredici anni prima. In esso, che rappresenta una vera antologia di licenze manieriste, Serlio manifesta la sua forza inventiva e un certo spirito antivitruviano, proponendo soluzioni architettoniche sorprendenti basate sull'uso del bugnato, dell'ordine rustico e della commistione di questi con gli altri ordini. Si tratta di un libro fatto quasi esclusivamente di immagini, stampate da matrici di rame, contenente 50 progetti di portali monumentali accompagnate da brevi didascalie e da un'introduzione in italiano e francese.

### Libro VII
Ormai vecchio e in ristrettezze economiche dopo la morte di Francesco I, durante il periodo lionese, Serlio vendette i suoi manoscritti all'antiquario Iacopo Strada, che fece stampare postumo, a Francoforte, il Libro VII (1575) che tratta dei palazzi e delle ville, cioè “delle habitationi di tutti li gradi di homini”, fino all'urbanistica. Accanto a molte soluzioni architettoniche, Serlio presenta anche varianti "al costume di franza" accettando all'interno del proprio linguaggio rinascimentale italiano anche elementi della tradizione edilizia che aveva incontrato in Francia in un'eclettica coesistenza di diversi stili. Del libro esistono due diverse versioni manoscritte che sembrano dimostrare, nelle immagini, un'evoluzione a partire dagli anni '40, verso l'abbandono delle "licenze" manieriste.

### Libro VI
Il Libro VI redatto durante il periodo lionese in due versioni successive, tratta dell'architettura civile come il Libro VII ed in particolare delle  "habitationi di tutti li gradi de gli huomini". Dopo la morte di Iacopo Strada rimase inedito per secoli, nonostante sia stato ipotizzato che abbia avuto una certa diffusione, sia in Francia che in Italia, per esempio tra gli architetti cremonesi del Cinquecento Francesco e Giuseppe Dattaro.

### Libro VIII
Serlio ha lasciato anche uno studio sulla Castramentatio, ricostruendo la struttura dell'accampamento militare romano sulle indicazioni di Polibio. Il manoscritto, illustrato e pronto per le stampe fu erroneamente considerato da Strada, che non riuscì a pubblicarlo, come un ulteriore Libro VIII del trattato, dedicato all'architettura militare. Il manoscritto con testo in latino e italiano, è conservato a Monaco di Baviera.

## Opere

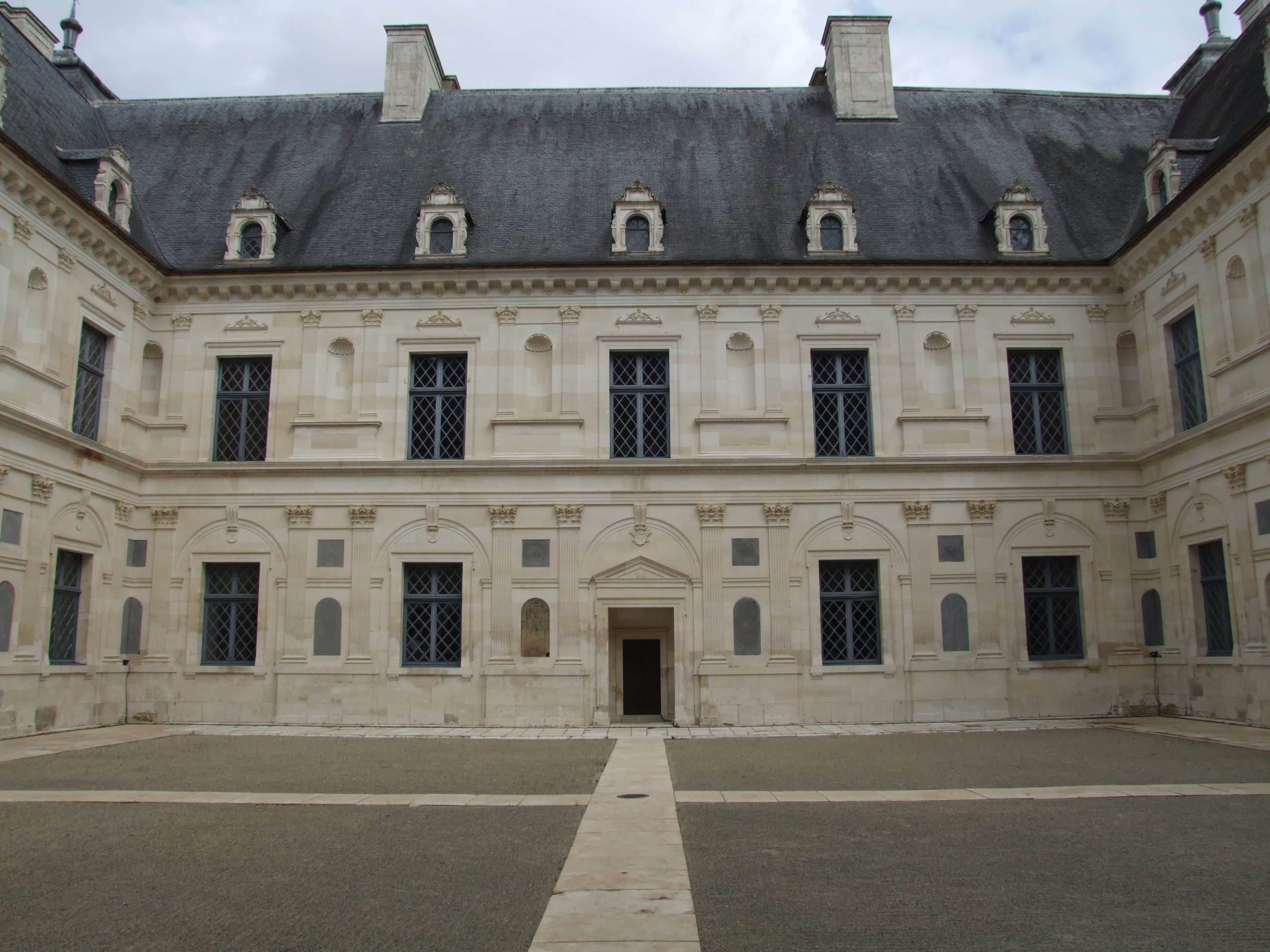
La corte interna del Castello di Ancy-le-Franc

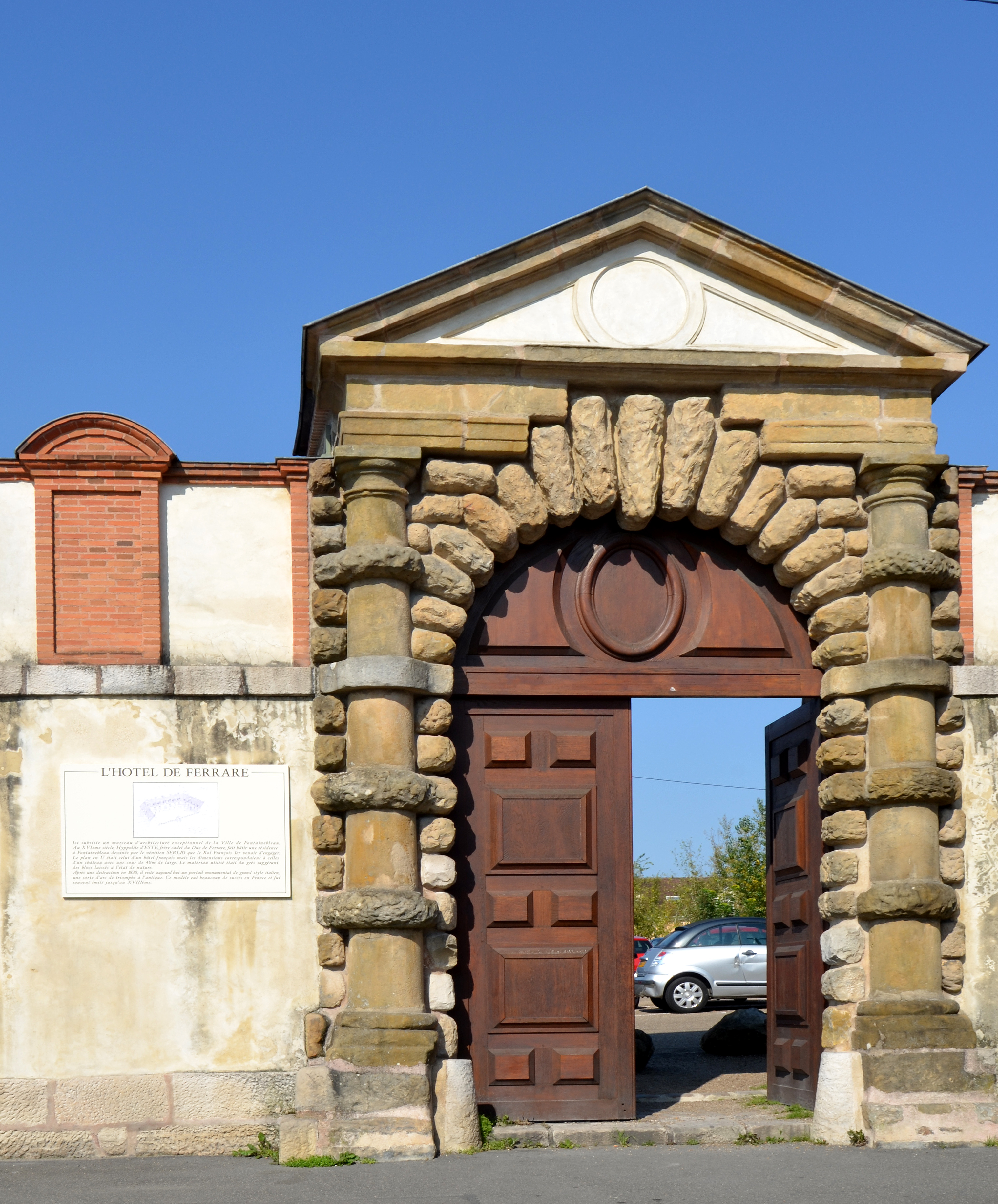
Il superstite portale del palazzo "Grande Ferrare" a Fontainebleau

L'importanza dell'opera teorica di Serlio, che ebbe una diffusione senza precedenti, ha messo in ombra la sua opera come architetto.
In particolare quella che ebbe modo di esercitare in Francia, sia pure in un ambiente professionale e tecnico non pienamente coinvolto nel linguaggio architettonico classicista e pieno di difficoltà per l'architetto italiano.
La definizione del corpus delle opere realizzate in Francia, tra certezze e attribuzioni, è ancora in divenire.
L'opera in cui ebbe modo di manifestare la propria abilità progettuale, creando una sintesi tra due culture costruttive, fu il Castello di Ancy-le-Franc, presso Tonnerre, iniziato nel 1546 in Borgogna per il colto mecenate Antoine III de Clermont, in cui coesistono elementi tipologici e costruttivi francesi con un linguaggio architettonico molto colto che si richiama all'architettura romana antica e moderna. Il cortile interno, per esempio, è una rilettura del bramantesco cortile superiore del Belvedere (cortile della Pigna), con lesene binate, in una successione generalmente definita travata ritmica.
Altre opere architettoniche:
- Lavori nel Castello di Fontainebleau. A Serlio sono attribuiti, non senza incertezze, il "Cortile del cavallo bianco" e un grande portale denominato "Portico di Serlio".
- Hôtel de Ferrare (Grande Ferrare), una residenza per il cardinale Ippolito d'Este posta a nord-ovest del castello di Fontainebleau (1544-1546) oggi scomparsa, salvo il portale, che fissò in Francia, per oltre un secolo, la forma standard dell'Hôtel particulier.
- Palazzo dell'Avaro a Bologna
- Lavori al giardino dell'Abbazia di Chaalis
- Progetto per lo Château de Roussillon

## Serlio scenografo
Merita di essere ricordato anche l'apporto serliano alla storia della scenografia teatrale, quale tappa fondamentale dell'evoluzione della scena rinascimentale.
Già nel 1539, a Vicenza, Serlio aveva collaborato alla costruzione di un teatro temporaneo, fatto di legno, per la rappresentazione di Intermezzi, con passaggi di carri allegorici, danze moresche, che si ispirava alle soluzioni del teatro greco-romano: una struttura tra le più grandi che si fossero fino ad allora concepite.
Ma è soprattutto nel suo Secondo Libro di Perspectiva, che illustra le sue teorie sulla "nuova" scenografia, introducendo l'uso delle scene realizzate in prospettiva e tridimensionali, su un palco inclinato (laddove prima di lui altri scenografi, ad esempio il suo stesso maestro Baldassarre Peruzzi, usavano semplici fondali dipinti, in prospettiva sì, ma bidimensionali, con al massimo qualche elemento in rilievo).
Le sue illustrazioni delle teorie di Vitruvio sui tre tipi fondamentali di scenografie del teatro romano ("tragica", "comica" e "satirica") diventeranno, nonostante le critiche di altri scenografi e architetti (ad esempio Daniele Barbaro che gli contestava l'ingenuità di non aver fatto coincidere il punto di prospettiva della scenografia col punto di vista dello spettatore) punto di riferimento determinante per la pratica teatrale degli anni a venire, volta a conciliare, come del resto tutta la cultura artistica di quel tempo, modelli della latinità classica e nuove esigenze di rappresentazioni realistiche del mondo.

## Edizioni

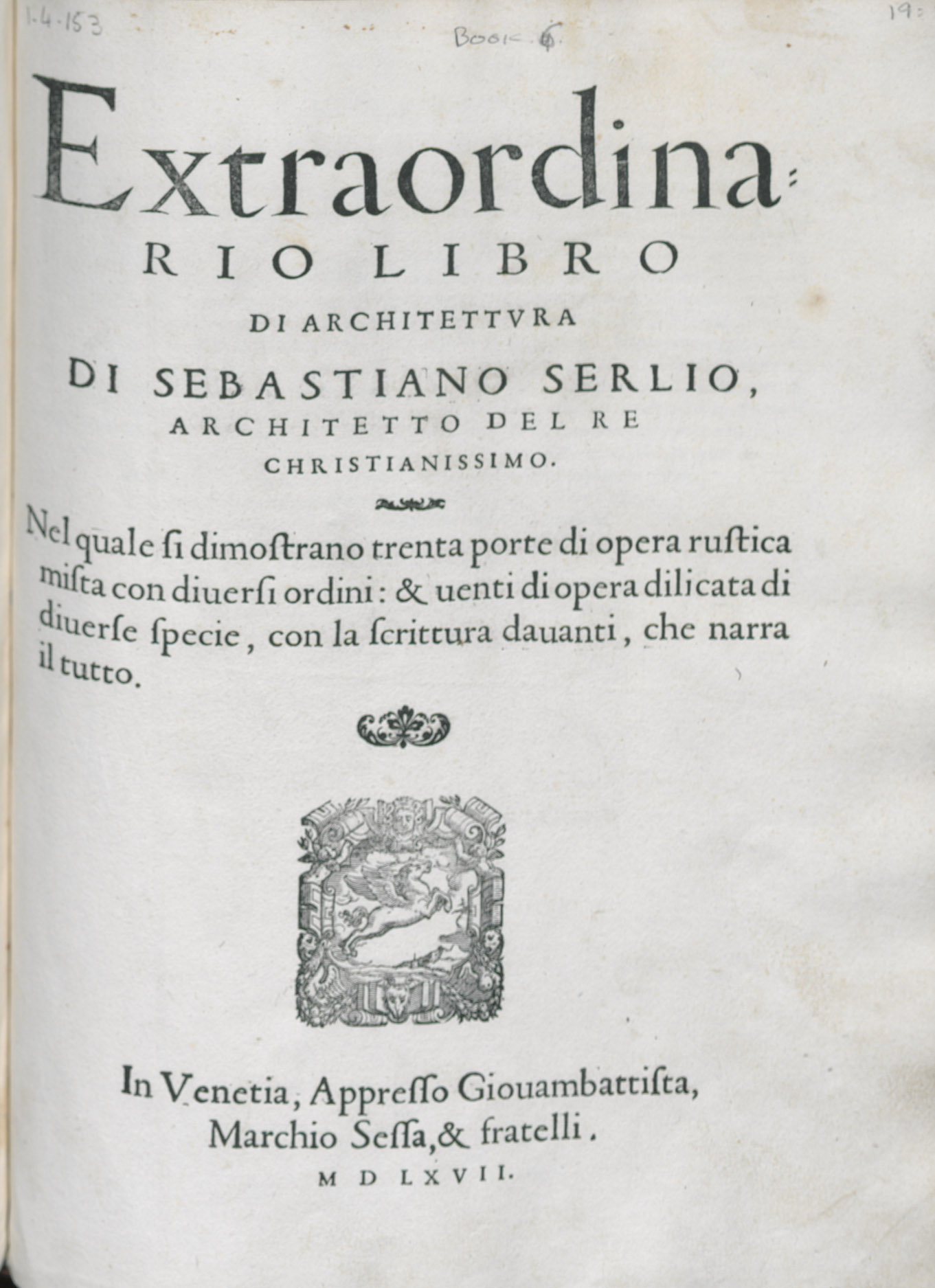
Extraordinario libro di architettura, 1567

- Extraordinario libro di architettura, Venezia, Giovanni Battista Sessa & Melchiorre Sessa & fratelli, 1567.
- Trattato di architettura, Venezia, eredi Francesco De Franceschi (senese), 1600.